# 虹桥商务区

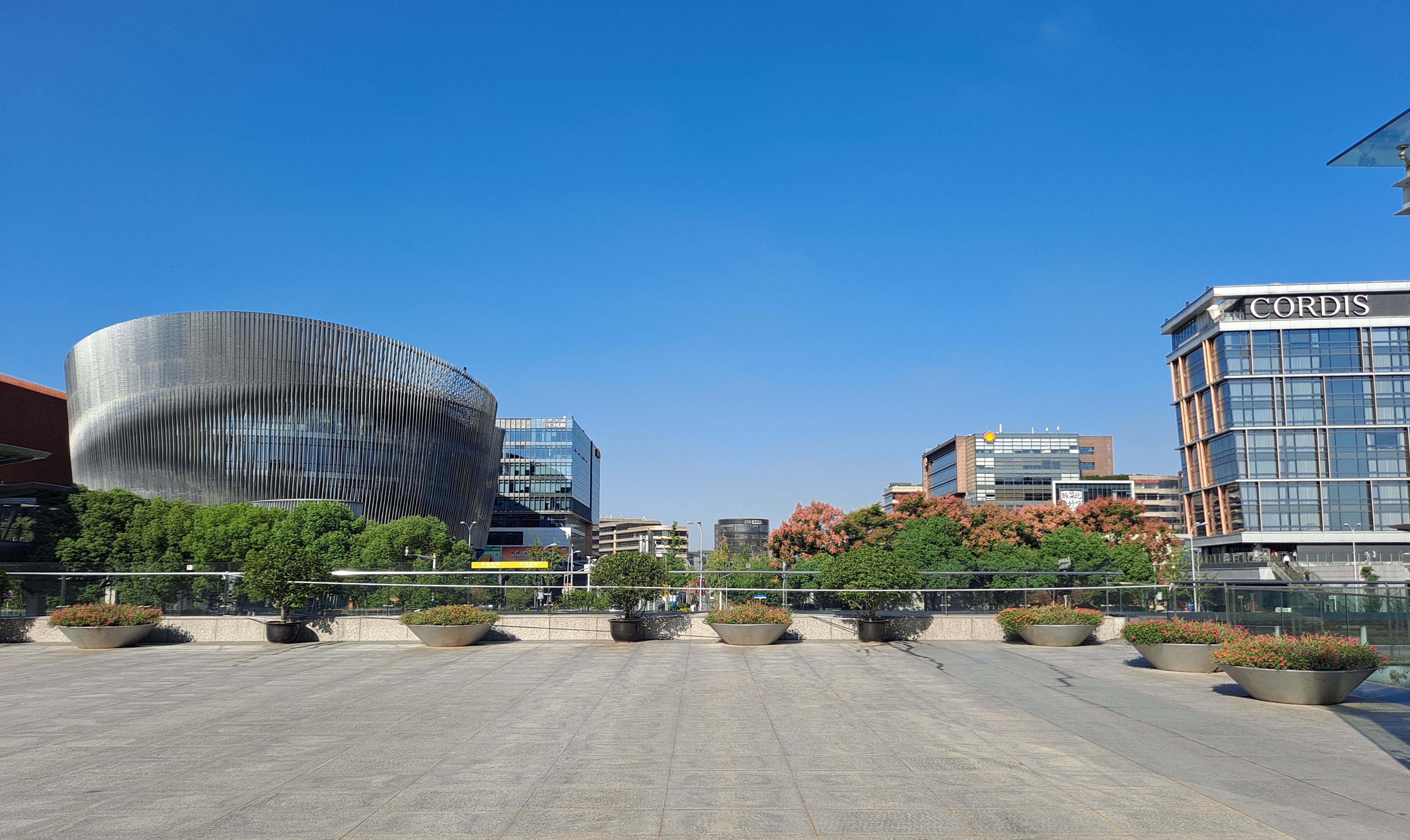
从上海虹桥站西广场望向商务区

虹桥商务区是中華人民共和國上海市的一個商務區，為《长江三角洲地区区域规划》以及十二五中的项目之一。东起外环高速公路S20，西至沈阳-海口高速公路G15，北起北京-上海高速公路G2，南至上海-重庆高速公路G50，占地约86.6km²。管理機構為上海虹桥国际中央商务区管理委员会。

## 区域规划

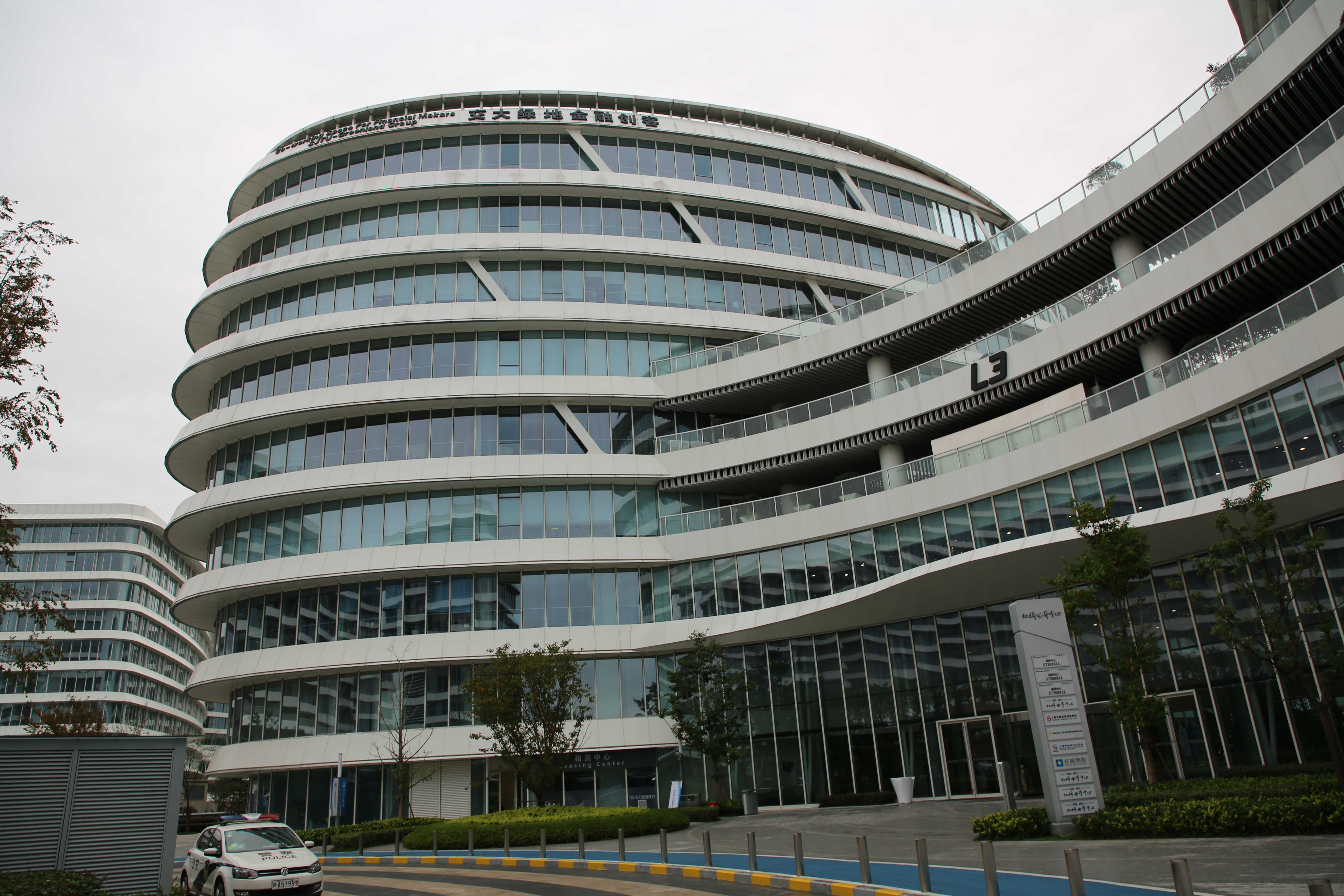
虹桥世界中心

一共分为主功能区（核心区）以及拓展区，面积分别为27km²和59km²，配有多个公交枢纽。近期规划到2015年，将会基本完成核心区建设，远期规划则为2020年。

### 核心区
面积共4.7km²，分为1期与2期建设，规划商务办公约110万平方米，核心区分为东片区（三期建设）、北片区（二期建设）、南片区（二期建设），还有一片未规划的中心区域（一期建设）。核心区商业约14万平方米，文化娱乐约6万平方米，酒店约14万平方米，会展约14万平方米，预计，到2015年，核心区年生产总值将超过100亿元；到2020年，核心区年生产总值将超过150亿元；到2030年，建成现代服务业集聚区。
2022年2月25日，中国上海人力资源服务产业园区虹桥园在虹桥商务区核心区開園。

## 重点项目

### 中国博览会会展综合体
又名国家会展项目，位于虹桥商务区西侧。北至崧泽高架路，南至徐泾中路，西至诸光路，东至涞港路。地铁2号线徐泾东站、13号线（延伸线建设中）、17号线诸光路站位于场地内。

### 新虹桥国际医学中心
内配备医技中心、国际医院2所、特色专所4所、能源中心。项目选址于虹桥商务区中的西虹桥商务区，东至联友路、南至北青公路、西至纪谭路、北至罗家港，规划用地面积约为42.38 万平方米，并在周边规划预留发展用地

## 内部设施

### 地下通道
虹桥商务区地下通道主要分布于核心区以及南北片区内，通道横截面有32m²(8x4）以及40m²（10x4）两种形式，共18条通道。
（非特殊说明均为一条）规划建设（包括已开通）申长路（5条）、锡虹路、申武路、苏虹路（3条）、绍虹路、舟虹路、甬虹路（2条）、申滨路、润虹路（接南北片区）、申虹路（接南北片区）、建虹路（接南北片区），预计2014年12月大部分完工。

### 空中廊道
共6座1、2桥已经建设完成，预计2014年上半年3、4、5、6号桥架设完成

### 公共绿地
- （未命名）位于核心区一期内，北至扬虹路，南至建虹路，西至北横泾，东至申虹路
- 迎宾绿地 位于主功能区（东至高铁用地，西南至新角浦，申长路和申贵路，北至义虹路，共分为5个地块。于2012年12月12日开工，预计2014年底完工）
- 华翔绿地（暂名），位于沪杭磁悬浮和新角浦以东、申滨南路以南，申昆路以西，总面积约21.73 公顷。华翔绿地的设计原则是“传统与现代完美结合，公园与城市水乳交融。”
- 云霞绿地（暂名），沪杭磁悬浮以东、天山西路以南，机场以西、宁虹路以北，规划SN 七路以西，总面积约为19.6公顷。云霞绿地的设计原则是“一池三山、大地艺术、天地互动。
- 天麓绿地，位于申长路以东、天山西路以南，高铁以西、申贵路以北，总面积约为4.8公顷。天麓绿地的设计原则“带状的滨水绿地，整个系列进入佳境。”

### 有轨电车
在青浦的主功能地区已有规划，核心区内部目前尚于计划中，未定案。

## 交通

### 高架路
- 虹翟高架路
- 建虹高架路（延伸段建设中）
- 扬虹高架路
- 虹渝高架路
- 嘉闵高架路
- 北翟高架路
- 泽高架路

### 轨道交通

#### 已通车
- 上海轨道交通2号线：国家会展中心站（原徐泾东站）、虹桥火车站站、虹桥2号航站楼站
- 上海轨道交通10号线：虹桥火车站站、虹桥2号航站楼站、虹桥1号航站楼站
- 上海轨道交通13号线：金运路站、金沙江西路站
- 上海轨道交通14号线：封浜站、乐秀路站、临洮路站、嘉怡路站
- 上海轨道交通17号线：徐泾北城站、徐盈路站、蟠龙路站、国家会展中心站（原诸光路站）、虹桥火车站站

#### 建设中

##### 地铁
- 上海轨道交通2号线（西延伸段）：蟠祥路站
- 上海轨道交通13号线（西延伸段）：国家会展中心站、运乐路站、季乐路站、前湾公园站、纪翟路站

##### 市域铁路
- 上海轨道交通机场联络线：虹桥2号航站楼站
- 上海轨道交通嘉闵线：迎宾三路站、虹桥2号航站楼站、天山西路站、金运路站、乐秀路站
- 上海轨道交通示范区线：前湾公园站、虹桥2号航站楼站